# 과학상점
과학상점(네덜란드어: Wetenschapswinkel, 영어: Science Shop)은 1974년 네덜란드 위트레흐트 대학에서부터 시작된 연구센터이다. 과학상점은 지역주민과 주민회, 시민단체나 여성단체, 노동조합 등의 개인이나 단체로부터 과학기술에 관련된 문제를 의뢰받아, 지역의 연구기관이나 대학의 연구자들이 시민들과 함께 문제를 해결해 나가는, 지역에 기반을 둔 비영리 연구센터이다.
과학상점은 자연과학, 공학, 기술, 사회과학, 인문과학까지 포괄하는 넓은 의미의 과학 기술 분야 문제들을 다루며, 과학상점의 주요 업무는 크게 중개 및 연구 활동으로 과학상점이 직접 지역주민과 함께 연구를 수행하기도 하며, 더욱 적합한 연구자에게 일을 맡기기도 한다.

## 목적
과학기술활동이 사회와 유리되는 것을 막기 위해 지역사회 내에서 과학기술과 일반 주민들을 연결시킨다.
누구나 쉽게 과학을 접할 수 있도록 한다.

## 의의
첫째, 과학상점 활동을 통해 일반인들의 과학기술에 대한 관심을 높일 수 있는 계기가 된다.
둘째, 상업적인 방향으로 흐르고 있는 대학연구 및 과학 기술 연구를 지역사회가 필요로 하는 문제를 해결하도록 유도한다.
셋째, 사회적 약자들도 전문적 지식에 접근할 수 있도록 한다.
넷째, 연구자들에게 사회적으로 정말 필요한 연구문제가 무엇인가를 알 수 있게 한다.
다섯째, 지역 집단들이 스스로 문제를 해결할 수 있는 전문성을 계발, 향상시키도록 도와준다.

## 과학상점의 유형
과학상점은 크게 대학의 부속기구 형태로 활동하는 대학기반유형, 대학과 독립적으로 활동을 하는 독립유형으로 나뉘며, 이 두 가지 유형을 절충한 혼합 유형도 있다.
네덜란드의 과학상점은 주로 대학에 기반을 두고 있는 전형적인 경우로, 국가적이고 체계적인 네트워크로 구성되어 있다. 주로 대학에 속해있는 연구자 및 연구 설비, 자원 등을 외부의 연구의뢰와 중개하는 역할을 한다. 미국의 과학상점은 대학과는 독립적으로 운영하는 전형적인 경우인데, 대부분 독립적이고 지역에 기반을 둔 NGO에 의해 조직되어 운영되고 있다. 지역주민에게 사회, 기술, 환경 등의 문제점을 조사하고 분석할 수 있는 자원 및 설비를 제공하고, 그들이 직접 행동할 수 있도록 법과 정책 등을 통해 돕는 일을 주로 한다.

## 유럽 과학상점의 역사와 현황

### 제 1기
1974년 네덜란드 위트레흐트Utrecht 대학 내에 개설된 화학상점이 최초의 공식적인 과학상점이다. 베트남 전쟁에서 미국이 무자비한 화학전을 펼치는 것을 보면서 과학기술을 좀더 평화적으로 발전시키고, 일반 시민들에게 개방하자는 분위기 하에서 설립되었다.
1978년에 암스테르담 대학은 교내에 과학상점을 설치하고 지역사회에 필요한 서비스를 제공하였고 NGO와 대학의 의사소통 수단으로 활용하였다.
비슷한 시기 유럽의 다른 국가들에서도 과학기술의 민주화를 위한 여러 시도가 있었다.

### 제 2기
1980년대에는 네덜란드 이외의 국가인 프랑스, 독일, 덴마크, 벨기에 등지에서 과학상점이 시작되었다. 당시 환경운동이 성장하며 환경 과학 관련 학과들이 대학에 설치되면서 이들 국가에 과학상점이 건설될 수 있는 분위기를 조성했다.

### 제 3기
1990년대에는 정보통신기술의 발달로 산업경제에서 지식기반경제로 대체가 진행되었다. 그에 따라 과학과 사회의 의사소통의 중요성이 인식되면서 정책결정자들에 의해 과학상점이 주목받게 된다. 유럽연합EU에서는 과학상점 사이의 연결망을 높이기 위해 국제과학상점 네트워크 (International Science Shop Network, ISSNET)설립을 지원하였으며, 오스트리아와 영국의 과학상점이 시작되었다.

## 우리나라에서의 과학상점
우리나라에서는 1998년 대학개혁운동의 일환으로 서울대학교의 이공계 대학생과 대학원생들이 과학상점을 소개하기 시작한 것이 한국에서 시작된 최초의 과학상점운동이다. 대학에서 독립된 대학 신문인 '이공대 저널' 소속원이 중심이 된 이공계 학생들은 '과학상점운동 관악학생특별위원회'를 구성하여 과학상점의 내용과 필요성을 홍보하였지만 자체 조사연구 능력 부족 등의 이유로 가시적인 성과를 내지 못하고 실패하였다.
1999년 6월, 전북대학교에서 국내 최초로 과학상점을 설립하였지만 지역 사회와 연계된 활발한 활동을 펼치는 데 역부족이어서 실질적인 연구 활동을 보여주지는 못하였고, 현재는 활동이 중단되었다.
2002년 3월부터 대전과학상점 준비모임을 시작으로, 2004년 7월 1일, 시민참여연구센터(CPPR: Center for People's Participatory Research 줄여서 "참터")가 발족하였다.

## 기타

### 과학상점에 도움을 요청하기 위한 조건
도움을 요청하는 집단이나 개인은 연구에 대한 대가를 지불한 재정능력이 없어야 하며 독자적으로 연구를 수행할 수 있는 경제적 능력이 없어야 한다. 상업적 목적을 가지고 있지 않아야 하며, 연구결과를 효과적으로 사용하여 실질적인 도움을 얻을 수 있어야 한다.

### 과학상점에서 자주 다뤄지는 분야
지역주민들과 밀접하게 관련된 분야가 주로 다뤄진다. 환경문제가 가장 많으며, 의약, 보건, 약학에 관한 문제가 자주 다뤄진다. 노동분야, 주거 및 도시계획 등에 대한 연구들도 이뤄진다.

## 참고 문헌
이영희,과학지식의 상업화와 그 대안으로서의 '과학상점',과학사상 제42호 2002.9, pp. 38~53(16pages).2002
이상동,과학상점 : 과학기술자의 새로운 사회적 실천,한국과학기술학회 2005년도 한국과학기술학회 전기 학술대회 2005.6, pp. 77~93(17pages),2005
이성우,과학상점 : 지역기반의 비영리 연구센터,한국과학기술학회 2004 과학과 사회 여름캠프 2004.8, pp. 13~35(23pages),2004